# Гоменица (Приедор)
Гоменица (серб. Гомjеница) —  населённый пункт (посёлок) в общине Приедор, который принадлежит энтитету Республике Сербской, Босния и Герцеговина. Расположен в 3 км к югу от центра города Приедор и в 42 км к северо-западу от Баня-Луки..

## Население
Численность населения посёлка Гоменица по переписи 2013 года составила 2 853 человека.
Этнический состав населения населённого пункта по данным переписи 1991 года:
- сербы — 1.995 (67,65 %),
- боснийские мусульмане — 703 (23,83 %),
- хорваты — 45 (1,52 %),
- югославы — 134 (4,54 %),
- прочие — 72 (2,44 %).

Всего: 2.949 чел.